# Registro (ciência da computação)
Em ciência da computação, registros (português brasileiro) ou registos (português europeu) (também chamados de tuplas, estruturas ou dados compostos) estão entre as estruturas de dados heterogêneas mais simples. Um registro é um valor que contém outros valores, tipicamente em número fixo e sequência e normalmente indexados por nomes. Os elementos de registros são comumente chamados de campos ou membros.
Por exemplo, uma data pode ser armazenada como um registro contendo um campo numérico ano, um campo mês representado como uma cadeia de caracteres e um campo numérico dia do mês. Como outro exemplo, um registro Pessoal pode conter um nome, um salário e uma classe. Como outro exemplo, um registro Círculo pode conter um centro e um raio. Neste exemplo, o centro por si mesmo pode ser representado como um registro Ponto contendo as coordenadas x e y. 